# 东察合台汗国
东察合台汗国（英語：Eastern Chagatai Khanate；1347年–1570年，一说1347年–1700年），波斯人稱為蒙兀兒斯坦（波斯語：مغولستان，拉丁轉寫：Moġūlistān），由察合台汗国分裂而來。在帖木儿帝国取代原西察合台汗国之后，延续察合台汗系，后其自身又分裂為直系吐魯番汗國和支系葉爾羌汗國兩半。
元朝後期，皇室內訌，無暇西顧，天山南北各地實際控制權都落入軍事實力強盛的成吉思汗二子察合台及後裔們建立的察合台汗國統治下，察合台汗國對天山南北各地的政治統治使該地政治、經濟、文化強制性地走向一體化。至正七年（1347年），察合台汗國分為東、西兩部分，西部廣大中亞綠洲城鎮地區後來演化為帖木兒帝國；東部的天山南北諸地則以察合台汗後裔黑魯·帖木兒為首建立了東察合台汗國（1554年～1700年這段歷史也稱做葉爾羌汗國）。
東察合台汗國時期，蒙古統治者與中原王朝如明朝、清朝都有密切交往，商貿關係非常頻繁。據各種文獻記載，這些察合台後人自稱臣屬，朝貢不斷。這種局面為後來清朝統一天山南北創造了一定條件。除此之外，這一時期由於察合台後代及王公貴族的大力倡導推廣，伊斯蘭教在天山北部地區得到廣泛傳播，蒙古貴族集團的伊斯蘭化極大地促進了伊斯蘭教在西域諸地各民族的傳播。至16世紀初，包括哈密在內的新疆各地都放棄佛教，皈依伊斯蘭教。隨著民族遷徙融合程度的不斷加深，經過分化和重新組合，哈薩克、烏孜別克、柯爾克孜、回、維吾爾等民族經過這場洗禮後開始走向近代民族。清康熙三十九年（1700年），東察合台汗國為南下的西蒙古準噶爾部首領噶爾丹領兵所滅，天山南北皆在準噶爾部貴族統治之下。

## 歷史

### 開始
察合台汗国在14世纪中期，由于西部河中地区和东部伊犁河流域的社会经济生活方式不同，分裂成两个部分。东部以传统蒙古游牧社会为主，西部被伊斯兰化突厥贵族控制。第23任可汗合赞算端被突厥贵族杀後后，秃忽鲁帖木儿在东部并立为汗，不服从突厥人所立的答失蛮察，但是他也皈依了伊斯兰教。并于1361年攻克河中，废黜西部可汗铁穆尔沙，统一了汗国。他死后，其子也里牙思火者于1365年退回伊犁，察合台汗国再次分裂，不久后，西部汗国被帖木儿帝国取代。

### 結束
东部汗国在中国史籍以国都为名，先后称为别失八里、亦力八里（歪思汗之后）、吐鲁番（也密力火者、速檀阿力之后）。1570年，吐鲁番汗国最后一任大汗马速与同是察合台系的叶尔羌汗国交战被俘，东察合台汗国正支汗统结束。

### 延續
东察合台汗国汗速檀阿黑麻之子赛德于1514年建立叶尔羌汗国，它于1570年吞并吐鲁番汗国（东察合台汗国正支汗统），亦可认为是东察合台汗国的延续（若持此说则1570年叶尔羌汗国吞并吐鲁番汗国则可认为是东察合台汗国内的又一次东西部统一，而这样的统一在汗国历史上出现过多次）。叶尔羌汗国至1700年被准噶尔汗国灭亡，东察合台汗国历史彻底结束。（现一般对叶尔羌汗国的历史单独进行研究。）

## 君主列表
- 秃忽鲁帖木儿 （1347 －1362）
- 也里牙思火者 （1362 －1365（或1368））
- 哈马儿丁 （1365（或1368）－ 1388之前）

别失八里
- 黑的儿火者 （不迟于 1386 － 1404以前）
- 沙迷查干 （1404以前 － 1408）
- 马哈麻 （1408 － 1415）
- 失兒馬黑麻 （1415 － 1415）
- 纳黑失之罕 （1416 － 1418）

亦力把里
- 歪思汗 （1420 － 1437）
- 也先不花二世 （1437－1462）
- 笃思忒马黑麻 （1462－1468）
- 怯别速檀乌黑阑
- 羽奴思（1468 － 1487）
- 速檀马哈木 （1487 － 1508）

吐鲁番
- 速檀阿黑麻 （羽奴思子，馬哈木弟）（1487 － 1503）
- 速檀满速儿 （1501 － 1542）
- 沙汗 （1542 － 1565）
- 马速 （1565 － 1570）

叶尔羌汗国
- 速檀赛德 （阿黑麻汗之子，滿速兒之弟）（1514 － 1533）
- 拉失德 （1533 － 1560）
- 阿不都克木 （1560 － 1592）
- 马黑麻 （1592 － 1610）
- 阿黑麻 （1610 － 1619）
- 沙拉夫·丁·速檀（1615）
- 忽来失速檀 （1619）
- 阿布杜拉提甫 （1619 － 1631）
- 夫拉德汗 速檀阿黑麻 （1631 － 1632）
- 克雷奇汗 速檀马合木 （1632 － 1635）
- 夫拉德汗 速檀阿黑麻 第二次在位（1635 － 1638）
- 阿不都拉哈汗 （1638 － 1667）
- 尧勒瓦斯 （1667 － 1669）
- 阿不都·拉提夫 （1669 － 1670）
- 伊思玛业勒 （1667 － 1680）（與尧勒瓦斯同時在阿克蘇立汗，滅亡阿不都·拉提夫政權後統一汗國）

## 备注
1. ↑  别失八里即唐朝的庭州、北庭都护府所在，在今昌吉回族自治州吉木萨尔县北的北庭故城遗址。
2. ↑  亦力八里（亦力把里），即“伊犁”一名在明朝时的汉译名。都城阿力麻里（苹果城）在今伊犁哈萨克自治州霍城县。
3. ↑  吐鲁番（吐鲁番城），即唐代安乐城，在今吐鲁番市高昌区境内。

## 引用
1. 1 2  胡文康. . 中華人民共和國: 新疆人民出版社. 2005年10月26日: 第40頁. ISBN 9787228094288. （原始内容存档于2022年10月31日） （中文）. 元朝後期，皇室內訌，無暇西顧，天山南北各地實際控制權都落入軍事實力強盛的成吉思汗二子察合台及後裔們建立的察合台汗國統治下，察合台汗國對天山南北各地的政治統治使該地政治、經濟、文化強制性地走向一體化。1347年，察合台汗國分為東、西兩部分，西部廣大中亞綠洲城鎮地區後來演化為帖木兒帝國；東部的天山南北諸地則以察合台汗後裔黑魯·帖木兒為首建立了東察合台汗國（1554～1680年這段歷史也稱做葉爾羌汗國）。東察合台汗國時期，蒙古統治者與中原王朝如明朝、清朝都有密切交往，商貿關係非常頻繁。據各種文獻記載，這些察合台後人自稱臣屬，朝貢不斷。這種局面為後來清朝統一天山南北創造了一定條件。除此之外，這一時期由於察合台後代及王公貴族的大力倡導推廣，伊斯蘭教在天山北部地區得到廣泛傳播，蒙古貴族集團的伊斯蘭化極大地促進了伊斯蘭教在西域諸地各民族的傳播。至16世紀初，包括哈密在內的新疆各地都放棄佛教，皈依伊斯蘭教。隨著民族遷徙融合程度的不斷加深，經過分化和重新組合，哈薩克、烏孜別克、柯爾克孜、回、維吾爾等民族經過這場洗禮後開始走向近代民族。1680年，東察合台汗國為南下的西蒙古準噶爾部首領噶爾丹領兵所滅，天山南北皆在準噶爾部貴族統治之下。